# رنیوم دی‌بورید
رنیوم دی‌بورید (به انگلیسی: Rhenium diboride) با فرمول شیمیایی ReB۲ یک ترکیب شیمیایی است. که جرم مولی آن ۲۰۷٫۸۳ g/mol می‌باشد. شکل ظاهری این ترکیب، بی‌رنگ است.